# East Burra
East Burra (altnord. Barrey) ist eine kleine schottische Insel, die zur Gruppe der Shetlandinseln gehört. Mit 515 ha ist sie die zwölftgrößte Insel der Shetlands.
Sie liegt im Südwesten zwischen der Hauptinsel Mainland und der östlich gelegenen Nachbarinsel West Burra. Zu beiden Inseln besteht eine Brücken- und Straßenverbindung, so dass mittlerweile der Hauptort der Shetlands, Lerwick, problemlos zu erreichen ist. Durch die Brückenverbindungen konnte die Entvölkerung der Insel aufgehalten werden. 2011 lebten dort 76 Personen.
Obgleich immer mehr Einwohner in Lerwick arbeiten, spielen die Fischerei und die Landwirtschaft immer noch eine gewisse Rolle.
Die Insel ist etwa 14 km lang, bis zu 1,5 km breit und hat eine Größe etwas über 5 km². Sie ist leicht hügelig und praktisch baumlos.